# Pavonia palmeirensis
Pavonia palmeirensis är en malvaväxtart som beskrevs av Antonio Krapovickas. Pavonia palmeirensis ingår i släktet påfågelsmalvor, och familjen malvaväxter. Inga underarter finns listade i Catalogue of Life.